# Elżbieta Megiel
Elżbieta Megiel – polska chemiczka, dr hab. nauk chemicznych, adiunkt Wydziału Chemii Uniwersytetu Warszawskiego.

## Życiorys
W 1994 ukończyła studia chemiczne na Uniwersytecie Warszawskim, 28 kwietnia 1999 obroniła pracę doktorską Badanie objętości nadmiarowych wybranej grupy nieelektrolitów niskocząsteczkowych, 7 marca 2018 habilitowała się na podstawie pracy zatytułowanej Rodniki nitroksylowe w otrzymywaniu funkcjonalnych nanomateriałów.
Jest adiunktem na Wydziale Chemii Uniwersytetu Warszawskiego, oraz członkiem Rady Dyscypliny Naukowej – Nauk Chemicznych Uniwersytetu Warszawskiego.